# Don't Go to Sleep
Não adormeça (título brasileiro de Don’t Go to Sleep) é um filme estado-unidense de terror feito para a televisão de 1982.
Foi exibido originalmente em 10 de dezembro de 1982 na rede ABC.
O filme costumava ser exibido na televisão brasileira nos anos 1980 e por isso se tornou extremamente popular e até é considerado um filme cultuado por alguns. Com a emergência da internet, é comumente citado e comentado por muitos em fóruns e sites da internet brasileira. Foi lançado apenas em VHS pela Warner no Brasil, e mesmo assim a fita é considerada rara hoje — mesmo em locadoras. Porém, dada a popularidade do filme no Brasil, na internet circulam versões ripadas de VHS e legendadas, compartilhadas em torrent, eMule e blogs.
Foi filmado em Los Angeles, nos estúdios da Warner Bros. e produzido por Aaron Spelling Productions.

## História
Uma família é vítima de um acidente de automóvel, mas todos conseguem sair do carro a tempo, menos a menina Jennifer, porque seu irmão Kevin amarrou seus cadarços enquanto ela dormia e a outra irmã ainda fechou a porta de veículo. Após a tragédia, a família muda-se para uma casa nova de número 13666 num subúrbio bem afastado.
Bernice, avó das crianças, vai morar nessa nova casa junto da família, pois o médico disse à sua filha que ela não podia residir sozinha e então Phillip não gosta disso e a rejeita, dizendo que ela pode pagar para alguém cuidar dela.
A menina começa a se portar de forma estranha e estranhos incidentes começam a ocorrer na nova residência. Jennifer aparece como um espírito para Mary que é a única que a enxerga, que sente rejeitada por seus familiares que não lembram mais dela. A família se sente culpada pelo falecimento da menina pois no dia da tragédia, pouco antes de pegar o carro, na casa da avó da garota, o pai (Phillip) ingeriu bebida alcóolica em excesso — causando a batida. Quem estimulou ele a beber foi a mãe de sua esposa, Bernice e ela acaba sendo também acusada por Phillip.
O garoto Kevin cria uma iguana num terrário. Numa noite alguém pega o animal e o põe debaixo dos lençóis da avó Bernice. Ela acaba falecendo. Kevin também morre ao tentar pegar um disco voador (‘‘frisbee’’) no telhado e acaba caindo.
A família fica ainda mais abalada, enquanto a garota é tratada por um psicólogo. O estopim se dá com a morte de Phillip, eletrocutado por um rádio ao cair na banheira. Laura, então está certa que Mary é a assassina de seu marido.
Laura, então tenta telefonar para a emergência, mas Mary usa um cortador de pizza para cortar a linha telefônica. Mary acaba internada numa clínica aos cuidades da Dr.ª Samuel, e então revela que não é Mary e sim Jennifer.
No fim, Laura volta para sua casa junto de uma enfermeira para cuidar dela. Pela 1ª vez, então, Jennifer aparece para sua mãe, antes só Mary a via.
O filme é popularmente conhecido e lembrado pela cena de amarração dos cadarços, do garoto caindo do telhado, do cortador de pizza e do fantasma de Jennifer.
As cenas do acidente de carro ocorrem no fim do filme em flashback. Muitos acham que o acidente de carro aparece no início do filme, mas não.

## Elenco
- Dennis Weaver (Phillip)
- Valerie Harper (Laura)
- Ruth Gordon (Bernice — mãe de Laura)
- Robert Webber (Dr. Cole)
- Robin Ignico (Mary)
- Kristin Cumming (Jennifer)
- Oliver Robins (Kevin)
- Claudette Nevins (Drª Samuel)
- Marilyn Coleman (Sarah)
- Tim Haldeman (Médico-estagiário)
- Haven Earle Haley (Sacerdote)
- Ned Wynn (Paramédico)
- Ross Porter (Narrador esportivo de rádio — voz apenas)